# 7887 Bratfest
7887 Bratfest è un asteroide della fascia principale. Scoperto nel 1993, presenta un'orbita caratterizzata da un semiasse maggiore pari a 2,5787847 UA e da un'eccentricità di 0,1000723, inclinata di 13,76296° rispetto all'eclittica.